# Parabuccinum
Parabuccinum là một chi ốc biển, là động vật thân mềm chân bụng sống ở biển trong họ Buccinulidae.

## Các loài
Các loài thuộc chi Parabuccinum bao gồm:
- Parabuccinum rauscherti Harasewych, Kantor & Linse, 2000[2]